# Lily-Rose Depp
Lily-Rose Melody Depp, född 27 maj 1999 i Neuilly-sur-Seine utanför Paris, är en fransk-amerikansk skådespelare och fotomodell. Hon är dotter till Johnny Depp och Vanessa Paradis. 
Depp inledde sin karriär år 2014 när hon medverkade i filmen Tusk, och fortsatte sedan att medverka i dramafilmerna Dansaren, Planetarium och The King. Depp har blivit nominerad till två Césarpris för mest lovande skådespelare för sin insats i Dansaren och i A Faithful Man. Hon blev även tilldelad pris för bästa skådespelare under den fjärde upplagan av Los Angeles Film Awards för sin insats i kortfilmen My Last Lullaby.
2024 spelade hon huvudrollen i filmen Nosferatu, regisserad och skriven av Robbert Eggers. Den andra huvudrollen spelades av Bill Skarsgård.

## Filmografi (i urval)

### Film
- 2014 – Tusk
- 2016 – Yoga Hosers
- 2016 – Dansaren (La Danseuse)
- 2016 – Planetarium
- 2018 – A Faithful Man (L'Homme fidèle)
- 2019 – The King
- 2021 – Crisis
- 2021 – Voyagers
- 2021 – Silent Night
- 2021 – Wolf
- 2024 – Nosferatu

### TV
- 2023 – The Idol (TV-serie)

### Musikvideos
- 2015 – "All Around the World" (Rejjie Snow)
- 2023 – "Double Fantasy" (The Weeknd feat. Future)